# Аладдин
Аладди́н (также Ала́ ад-Дин, араб. علاء الدين‎, ʻAlāʼ ad-Dīn) — одна из наиболее известных знаменитых арабских сказок, входящих в собрание «Тысяча и одна ночь».
Некоторые современные исследователи полагают, что первоначально эта сказка в сборник не входила, а является более поздним западным «наслоением», имеющим тем не менее «восточные корни».

## Появление сказки в Европе

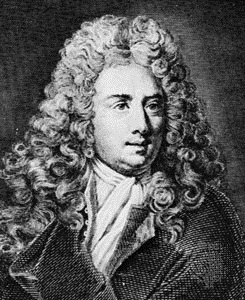
Антуан Галлан

### История обнаружения и перевода
Французский писатель Антуан Галлан, опубликовавший первый перевод на французский язык «Тысячи и одной ночи», включил в него историю об Аладдине, однако этой сказки нет ни в одном из арабских рукописных или печатных изданий, из-за чего Галлана долго подозревали в фальсификации.
Галлан начал публиковать свой перевод «Тысячи и одной ночи» в 1704 году. Согласно дневникам самого Галлана, узнать о существовании сказки ему удалось следующим образом: 25 марта 1709 г. он встретился с неким маронитским учёным по имени Ханна́ (Юхенна́н) Дияб (Hannâ Diyâb), привезённым в Париж из сирийского города Алеппо прославленным путешественником по странам Востока Полем Люкасом (Поль Люка). В дневнике Галлан поясняет, что сделал перевод «Аладдина» зимой 1709—1710 годов. Он включил сказку в IX и X тома своего издания «Тысячи и одной ночи».

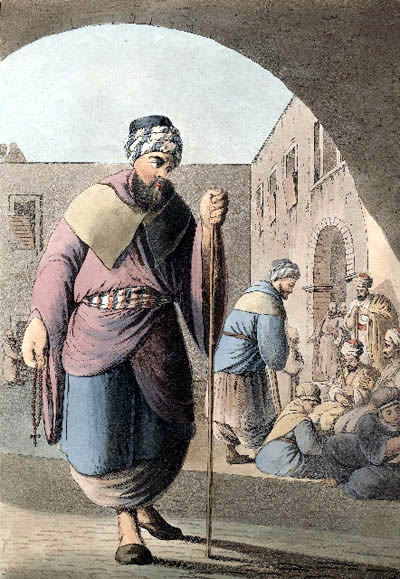
Маронитский паломник. Конец XIX века

Исследователь жизни и творчества Галлана Джон Пейн полагает, что к тому времени, когда Галлан встретился с Ханной, первые шесть томов перевода (1704—1705 гг.) точно уже вышли из печати, а тома 7 и 8 также вышли или готовились к изданию. Ханна в скором времени стал испытывать симпатию к пытливому французу, и далее предложил помочь ему в составлении следующих томов, обещая снабдить его богатым материалом, которым он, как сказитель, прекрасно владел.
«Он рассказал мне, — пишет Галлан, — несколько изящных арабских сказок, которые сам же вызвался позднее для меня записать». После чего в дневнике имеется лакуна, и следующая запись относится уже к 5 мая: «Маронит Ханна закончил рассказывать мне историю о Лампе».
Ханна оставался в Париже до осени того же года; воспользовавшись этим временем, Галлан записал с его слов несколько других историй, позднее включённых в 9—12 тома исследования. Это были «Баба-Абдалла» и «Сиди Ну’уман», (13 мая 1709) «Волшебный конь», (22 мая 1709 г.) «Принц Ахмед и Пари Бану», (25 мая 1709) «Две старшие сестры, завидовавшие младшей», (27 мая 1709) «Али-Баба и сорок разбойников», (29 мая 1709), «Ходжа Хассан Альхаббал» и «Али Ходжа» (31 мая 1709).
Маронит Ханна отправился домой, вероятно, в октябре 1709, так как в дневнике Галлана появляется новая запись: «25 октября. Сегодня вечером получил письмо от Ханны из Марселя. Писано по-арабски, датировано 17 числом, пишет, что прибыл туда в добром здравии».
И наконец, 10 ноября в дневнике появляется ещё одна запись, посвящённая сказке об Аладдине:
Вчера взялся читать арабскую сказку о Лампе, которую более года назад записал для меня на арабском же языке маронит из Дамаска — его привозил с собой мсье Лукас. Надо будет перевести её на французский. К утру дочитал целиком. Вот её полное название: „История об Аладдине, сыне портного, и приключениях, выпавших на его долю по вине африканского колдуна и посредством лампы.“
Галлан немедленно засел за перевод, который был закончен две недели спустя. Согласно дневнику, XI том «1001 ночи», включавший в себя рассказы Ханны, был окончательно переведён на французский язык 11 января 1711 года. И наконец, запись в дневнике от 24 августа 1711 года отмечает, что Галлан завершил подбор сказок, которые собирался в будущем включить в 11 том своего издания.
Джон Пейн сообщает об обнаружении в Национальной библиотеке Франции в Париже двух арабских рукописей, содержащих сказку об Аладдине (с ещё двумя «интерполированными» сказками). Одна рукопись была написана живущим в Париже сирийским христианским священником по имени Дионисиос Шавиш под псевдонимом дон Дени Шавис. Предполагается, что другая рукопись является копией Михаила Саббаха, сделанная из рукописи, написанной в Багдаде в 1703 году. Она была приобретена Национальной библиотекой Франции в конце XIX века. В рамках своей работы по первому критическому изданию «Ночи» Мухсин Махди показал, что обе эти рукописи поддельные и являются «обратными переводами» текста Галлана на арабский язык.

### Сомнения в подлинности
Публикации восьмого тома «Тысячи и одной ночи» сопутствовал инцидент, к которому сам Галлан не имел никакого отношения. Он специально оговорил в предисловии к изданию, что сказки «Зейн Ал-Аснам», «Кодадад и его братья» и «Принцесса Дарьябар» не имели ни малейшего отношения к арабскому фольклору и были самовольно добавлены издателем, пожелавшим таким образом заполнить «лакуну». Сказки эти были персидского происхождения и стали известны во Франции благодаря тому, что были записаны другим фольклористом — Пети де ла Круа, «профессором и чтецом короля в том, что касается [перевода] с арабского языка». Они составляли часть сборника, очень похожего на «Тысячу и одну ночь», однако носившего название «Тысяча и один день» (hezar-o-yek ruz). Заимствование было сделано без ведома де ла Круа и без ведома Галлана, который, возмутившись подобным самоуправством, вынужден был задержать публикацию следующего тома и сменить издателя; более того, он специально оговаривал, что «лишние» сказки должны быть изъяты из второго издания. Смерть помешала ему выполнить это намерение.
Неизвестно, эта ли история поселила в более поздних исследователях сомнения в подлинности сказки, или тот факт, что после смерти Галлана ни в его архиве, ни где-либо ещё не удалось найти арабского подлинника «Аладдина», более того — сказка эта не содержалась ни в одной из известных в то время рукописей «Тысячи и одной ночи», но стали раздаваться голоса[какие?], что эту сказку, а может быть, и несколько других, Галлан сочинил сам, пользуясь своим знанием жизни на арабском Востоке, и добавил в свой сборник, чтобы таким образом увеличить его объём. Скептики[какие?] в своих предположениях отнюдь не единодушны, и, будучи все согласны между собой, что Галлан якобы не брезговал литературными фальсификациями, не сходятся в том, сколько сказок принадлежит его перу. Назывались от двух—трёх («Зейн Аль-Аснам», «Пробуждение спящего» и собственно «Аладдин») вплоть до смелого предположения, что подлинными являются не более 282-х, все остальные изобретены Галланом, сформировавшим таким образом на века европейское видение Востока. Наиболее осторожно выразился в этой дискуссии профессор Генри Палмер, отметивший, что некоторые сказки «Тысячи и одной ночи», возможно, имеют персидские корни и связаны с известным циклом о Харуне ар-Рашиде.
Позднее стало известно, что автором текста может являться ливанский учёный Мишель Саббаг (Michel Sabbâgh), который составил в Париже несколько манускриптов, якобы относящихся к своду «Тысячи и одной ночи». В первом десятилетии XIX века Саббаг заявил, что транскрибировал манускрипт «Тысячи и одной ночи» с иракской рукописи, датированной 21 октября 1703 года, то есть предшествующей изданию Галлана. Долгое время учёные считали работу Саббага подлинной, хотя на самом деле материал его компиляции был заимствован из изданий Галлана и манускриптов дона Шависа и Майе. Появление пересказа в устной традиции датируется не ранее 1850 года. В настоящее время с точки зрения фольклористики сказке присвоен международный классификационный код AT 561: Aladdin (Enzyklopädie des Märchens, Vol. 1: 240—247).
Сегодня считается, что истинным автором сказки является Ханна, который придумал её сам, в том числе включив в неё автобиографические элементы.

## Сюжет
Историю часто «пересказывают» с вариациями — ниже приводится точная версия перевода Бертона 1885 года.
Аладдин — бедный молодой бездельник, живущий в «одном из городов Китая». Его завербовал колдун из Магриба, который, выдавая себя за брата покойного отца Аладдина, портного Мустафы, убедил Аладдина и его мать в своих добрых намерениях и пообещал сделать парня богатым торговцем. Настоящий мотив колдуна — убедить юного Аладдина достать чудесную масляную лампу из волшебной пещеры-ловушки.
После того, как колдун пытается обмануть его, Аладдин оказывается в ловушке в пещере. Аладдин всё ещё носит волшебное кольцо, которое колдун одолжил ему. Когда он в отчаянии потирает руки, он непреднамеренно потирает кольцо, и появляется джинн, который освобождает его из пещеры, позволяя ему вернуться к матери вместе с лампой. Когда его мать пытается почистить лампу, чтобы они могли продать её и купить еды на ужин, появляется второй, гораздо более могущественный джинн, который обязан исполнить любой приказ человека, держащего лампу.
С помощью лампы с джинном Аладдин становится богатым и могущественным и женится на принцессе Бадрулбадур, дочери султана (после того, как волшебным образом помешал ей выйти замуж за сына визиря). Джинн строит Аладдину и его невесте замечательный дворец, гораздо более великолепный, чем у султана.
Колдун слышит об удаче Аладдина и возвращается; он берёт в руки лампу, обманывая жену Аладдина (которая не знает о важности лампы), предлагая обменять «новые лампы на старые». Он приказывает джинну из лампы отвезти дворец вместе со всем его содержимым в его дом в Магрибе. У Аладдина всё ещё есть волшебное кольцо, и он способен вызвать младшего джинна. Джинн кольца не может напрямую уничтожить магию джинна из лампы, но он может доставить Аладдина в Магриб, где тот с помощью «женских хитростей» принцессы возвращает лампу и убивает колдуна, возвращая дворец на своё место.
Более могущественный и злой брат колдуна замышляет уничтожить Аладдина, чтобы таким образом жестоко отомстить ему, за убийство его брата, замаскировавшись под старуху, известную своими целительными способностями. Бадрулбадур попадается на его обман и приказывает «женщине» оставаться в её дворце в случае каких-либо болезней. Аладдин, предупреждённый об этой смертельной опасности джинном лампы, убивает самозванца. Все живут долго и счастливо, в конце концов Аладдин вступает на престол своего тестя.
В других переводах сказки Аладдин часто описывается как сын персидского портного Хасана. В переводе М. А. Салье Аладдин выступает как сын портного, проживавшего в одном из городов Китая, но в некоторых переводах он китаец, которого привлёк в свои ученики дервиш из Магриба для того, чтобы добыть волшебную лампу. При помощи этой лампы Аладдин обрёл власть над джинном, женился на царевне Будур и стал жить во дворце султана.
Во многих переводах на русский язык брат колдуна отсутствует; волшебное кольцо (а соответственно, и подчинённый ему джинн) также не упоминается.

## Издания
- Рассказ про Ала ад-Дина и волшебный светильник // Тысяча и одна ночь : Избранные сказки / Вступ. ст., сост. и прим. Б. Шидфар; пер. с араб. М. А. Салье; стихи в переводе Д. С. Самойлова. — М. : Художественная литература, 1975. — С. 360—418. — (Библиотека всемирной литературы, том 19). — 303 000 экз.

## Сказка об Аладдине в театре
- Леон Бакст оформил в 1919 году ревю «Аладдин», которое было поставлено в Париже, театр Мариньи. Эскизы костюмов сохранились.
- «Волшебная лампа Аладдина» — спектакль театра кукол имени С. В. Образцова (автор пьесы — Н. В. Гернет, премьера — 1940).
- Итальянский композитор Нино Рота написал оперу «Аладдин и волшебная лампа» (1968).

## Экранизации
- «Приключения принца Ахмеда» (1926) — немецкий полнометражный силуэтный мультфильм режиссёра Лотты Райнигер; сюжет основан на нескольких сказках «Тысячи и одной ночи», включая «Аладдина и волшебную лампу». В 1954 году Лотта Райнигер выпустила также короткометражный мультфильм «Аладдин и волшебная лампа» c использованием сцен из «Приключений принца Ахмеда».
- «Тысяча и одна арабская ночь» (1959) — американский полнометражный анимационный фильм студии U.P.A.; комедийная интерпретация сказки с участием мистера Магу в роли дяди Аладдина.
- В 1966 году на экраны Советского Союза вышел фильм-сказка «Волшебная лампа Аладдина» режиссёра Б. В. Рыцарева, главные роли в котором сыграли Борис Быстров и Додо Чоговадзе.
- «Аладдин и волшебная лампа» (1970) — французский полнометражный мультфильм режиссёра Жана Имажа.
- В 1992 году студией Уолта Диснея по мотивам сказки об Аладдине был выпущен полнометражный мультфильм «Аладдин», в котором многие детали сюжета были изменены. Режиссёрами стали Рон Клементс и Джон Маскер[24]. Мультфильм стал одной из самых успешных картин студии, получив две премии «Оскар». Успех мультфильма привел к созданию двух полнометражных продолжений — «Возвращение Джафара» (1994) и «Аладдин и король разбойников» (1996), а также мультсериала «Аладдин», сюжет которых имел мало общего с оригинальной сказкой. Несмотря на всемирную известность и большую популярность, мультфильм вызвал крайне негативную реакцию в арабском мире, вплоть до обвинений в разжигании межнациональной розни[25].
- В 2000 году вышел двухсерийный мини-сериал «Арабские приключения» по мотивам произведения «Тысяча и одна ночь». Одной из историй в мини-сериале является история об Аладдине и волшебной лампе.
- В 2009 году в Болливуде вышел фильм «Аладдин[англ.]».
- В 2011 году в России был снят новогодний мюзикл-фантазия «Новые приключения Аладдина» — в этой интерпретации Аладдин стал пришедшим на Ближний Восток русским торговцем Алексеем (Оскар Кучера), ставшим там мусульманином и взявшим себе новое имя «Аладдин». Впоследствии женится на принцессе Будур (Ани Лорак) и переезжает с ней в дом своей матери (Елена Воробей) в Россию.
- В 2015 году была выпущена комедия французско-бельгийского производства «Новые приключения Аладдина», главную роль исполнил французский актёр Кев Адамс. Фильм является пересказом оригинальной истории с множественными пародиями и сделан под комедийную атмосферу. В 2018 году вышло продолжение — «Аладдин 2» (фр. Alad’2). Кев Адамс снова сыграл Аладдина, а Ванесса Гид исполнила роль принцессы.
- В 2019 году на экраны вышел фильм «Аладдин» — киноадаптация диснеевского мультфильма, роль Аладдина в котором исполнил Мена Массуд, роль джинна Джинни исполнил Уилл Смит, а роль принцессы Жасмин — Наоми Скотт.